# 米田あゆ
米田 あゆ（よねだ あゆ、1995年 - ）は、日本の宇宙飛行士。前職は外科医。

## 来歴
1995年（平成7年）東京都生まれ、京都府京都市育ち。神戸女学院中学部・高等学部を経て、2019年3月に東京大学医学部医学科を卒業。
2019年4月、東京大学医学部附属病院に入職。2021年4月には日本赤十字社医療センターに勤務を移し、2022年10月より虎の門病院へ派遣された。外科医として勤務する傍ら、京都芸術大学通信教育課程・学際デザイン研究領域にてデザインを学ぶ。2023年3月に虎の門病院を退職。
2021年12月20日から募集が開始された宇宙飛行士選抜試験に応募し、4127名の応募者の中から、2023年2月28日、諏訪理とともに合格。
同年4月より宇宙航空研究開発機構（JAXA）に入構し、宇宙飛行士候補者として基礎訓練を開始。2024年10月に訓練を修了し、10月21日付で宇宙飛行士として正式に認定された。